# Isola di Nottingham
Nottingham (Tujjaat in lingua inuit) è un'isola del Canada posta all'imbocco dello stretto di Hudson.
L'isola ha una superficie di 1142 km² e fa parte del territorio di Nunavut.

## Storia
L'isola fu scoperta dall'esploratore Henry Hudson che l'avvistò nel 1610 e la nominò in onore di Lord Charles Howard conte di Nottingham, a quel tempo ammiraglio della flotta inglese e finanziatore della missione di Hudson. 
Una stazione meteorologica venne costruita sull'isola nel 1884 e nel 1927 fu costruita una pista di atterraggio per monitorare la formazione dei banchi di ghiaccio nella baia di Hudson e per facilitare la navigazione. Dall'ottobre 1970 l'isola è rimasta nuovamente disabitata poiché la popolazione inuit si è trasferita altrove, in particolare a Cape Breton.
L'isola è stata il luogo natale dell'artista inuit Pitseolak Ashoona (1904 o 1907 - 1983).
L'isola ha una notevole popolazione di trichechi.